# Förenade Metodister
Förenade Metodister (United Methodists) benämningar på tidigare metodistiska grupper i Storbritannien.
The United Methodist Free Churches, bildades i slutet av 1800-talet genom samgående mellan en rad mindre metodistgrupper. 1907 gick dessa samman med the Methodist New Connexion och Bible Christian Church och bildade the United Methodist Church.